# Чаты
Ча́ты (чатские татары; тат. чат татарлары, сиб. 
цат татарлар, цаттыр) — малочисленная этнографическая группа сибирских татар, проживавшая по рекам Обь, Чик, Уень, Чаус на территории современных Кожевниковского района Томской области, Колыванского и Мошковского районов Новосибирской области с VIII века, позднее также на территории современных Шегарского, Томского, Коченёвского, Болотнинского, Новосибирского, Тогучинского, Искитимского, Ордынского районов, городов Томска, Новосибирска и Бердска. К настоящему времени крещеные (обские татары) чаты ассимилированы переселенцами из Европейской России — русскими, а мусульмане чаты — поволжско-приуральскими татарами. На землях чатов происходил ряд заметных исторических событий периода присоединения Сибири к Русскому государству.

## Расселение

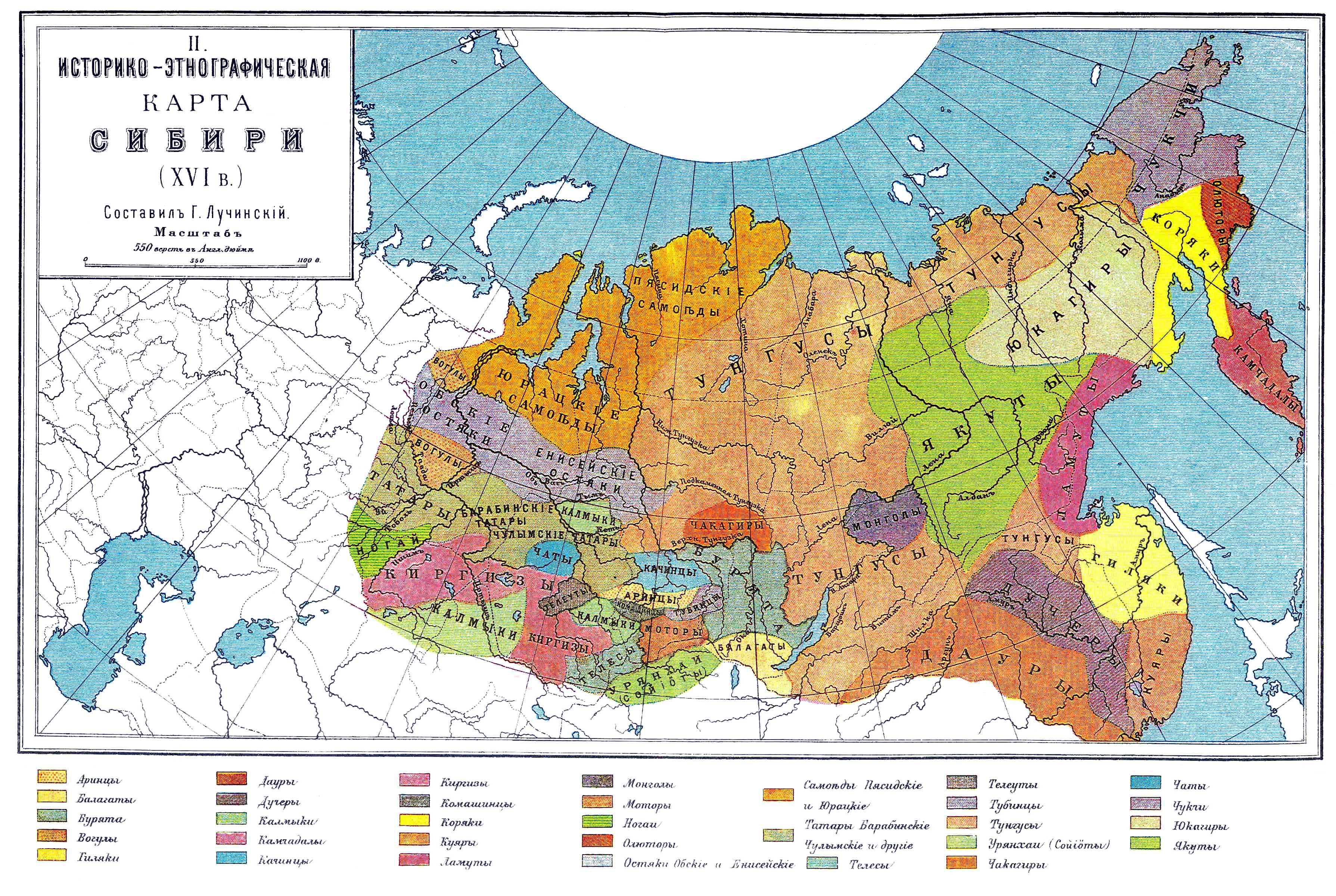
Историко-этнографическая карта Сибири (XVI в.). Изображение взято из Энциклопедического словаря Брокгауза и Ефрона. Чаты — слева от центра, обозначены интенсивным синим цветом

В Новосибирской области признаны объектами культурного наследия восемь археологических памятников, однозначно идентифицированных как принадлежащие культуре чатов. Это городища у деревень Крутоборка и Амба Колыванского района, а также поселения и курганные могильники у деревни Крохалёвка Коченёвского района. Ряд других памятников также принадлежат культуре чатских татар с исторической точки зрения, но это не оговорено в официальном описании памятника.
Сохранились сведения о существовании ещё в XVII веке укреплённого поселения чатов в центральной части современного Новосибирска — Чёртова городища. В настоящее время этот археологический памятник полностью утрачен.
В 1939 году юные археологи, ученики бердской средней школы, обнаружили в Искитимском районе на берегу реки Бердь поселение, идентифицированное как поселение чатских татар XV—XVII вв. 275 предметов, найденных в этом поселении, в том числе керамика, кости животных со следами обработки, костяные заготовки для наконечников стрел, каменные точила хранятся в коллекции Новосибирского краеведческого музея. В 1953 году Бердское городище, как назвали это поселение, обследовал советский археолог Михаил Грязнов. Оно было затоплено в 1957—1959 годах водами Новосибирского водохранилища.
Историческими чатскими сёлами в Новосибирской области считаются ныне существующие Юрт-Ора, Юрт-Акбалык, Чёрный мыс Колыванского района, хотя уже в XX веке в них проживали в основном потомки смешанных браков с волго-уральскими татарами-переселенцами.
Село Ояш Болотнинского района Новосибирской области было, по местной легенде, основано чатами в XV веке.
На территории Тогучинского района Новосибирской области расселение чатских татар отмечается с 1687 года, в частности в этом году они основали поселение на левом берегу реки Иня на территории современного города Тогучин.
Село Чингис Ордынского района Новосибирской области было основано в 1629 году мурзой Тарлавом.
Чатская инородная управа в составе Томского уезда Томской губернии Российской империи в 1913 году включала в себя 8 поселений, 7 из них на территории современного Томского района и одно — в современном Колыванском районе: Кафтанчиково (центр управы), Юрты Чернореченские, Юрты Тохтамышевские, Юрты Барабинские, Юрты Казанские, Юрты Калтайские, Юрты Акбалыкские, Юрты Таганские.
К началу XXI века чатское население рассредоточилось среди русских и татар.
Чаты проживают в населенных пунктах Тахтамышево, Чёрная Речка, Барабинка, Калтай, Казанка, Кафтанчиково Томской области и Юрт-Акбалык, Юрт-Ора Новосибирской области.

## Язык
Чатские татары являются носителями чатского говора. Чатский говор сохранился в чатских деревнях Юрт-Оры и Юрт-Акбалык Колыванского района Новосибирской области. Чатский говор особенно хорошо сохранился в селе Юрт-Оры. В селе же Юрт-Акбалык, вместе с чатскими татарами живут казанские татары, переселенцы из Поволжья. Поэтому — говор смешанный.
В целях сохранения национальных, бытовых и культурно-исторических традиций сибирских татар-чатов с 1994 года деревня Юрт-Ора Колыванского района была включена как памятное место в списки памятников истории и культуры Новосибирской области, стоящих на государственной охране как объект историко-культурного наследия.

## Антропология

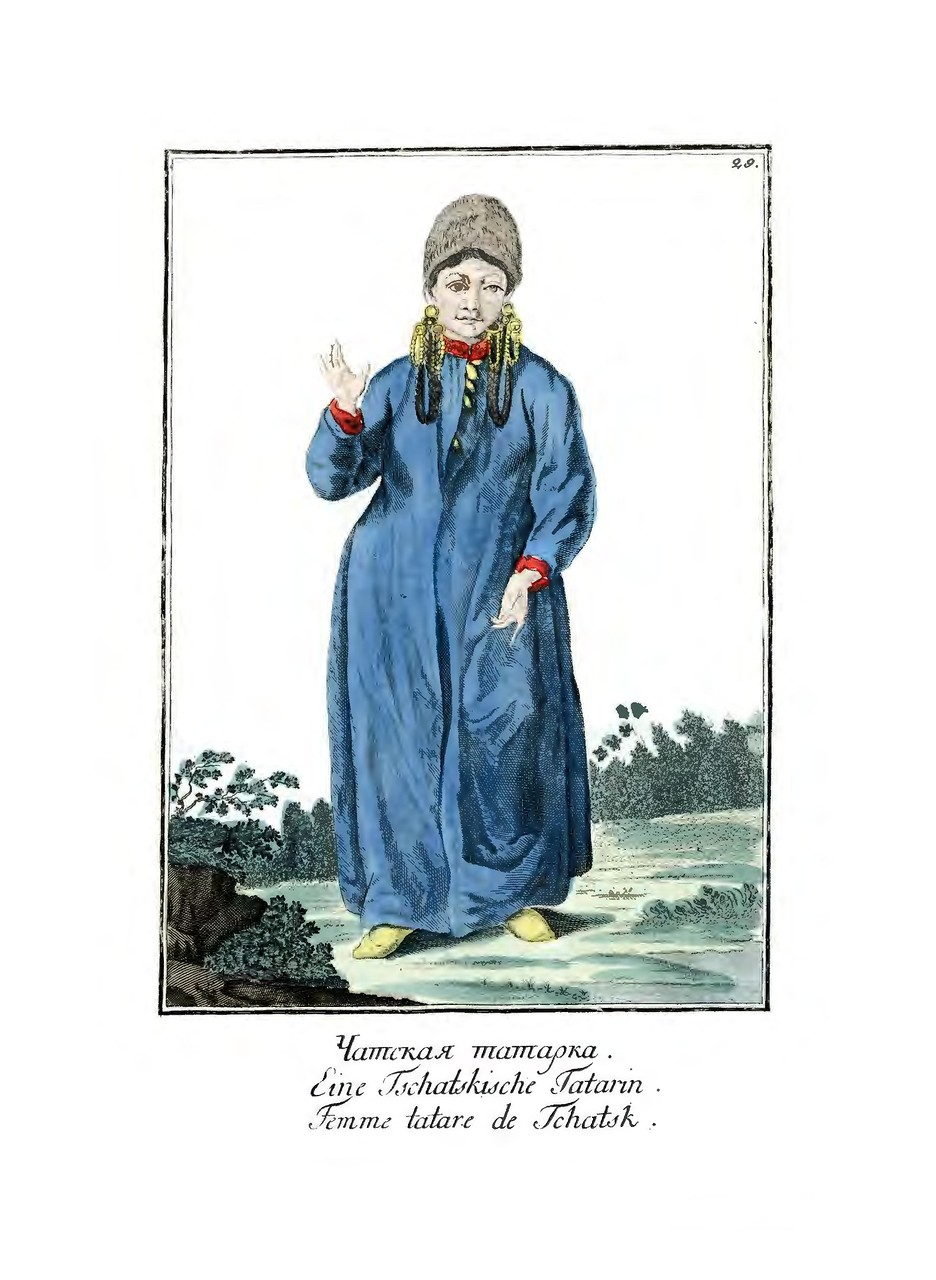
Чатская татарка. Рисунок из книги 1799 издания.

Антропологически чаты не однородны: сочетают признаки уральской расы с чертами южносибирской, однако доминирует первая. С точки зрения этногенеза чаты, как и другие группы сибирских татар, представляют собой потомков коренного населения региона — лесных угорских племён, близких современным хантам, в IX—XI вв. воспринявших тюркский язык и, частично, южносибирский фенотип от своих степных соседей — кимаков и кыпчаков.
Согласно альтернативным предположениям, чатские татары происходят от джалаиров, племени монгольского или тюрко-монгольского происхождения. Данная версия основывается на том, что одно из подразделений джалаиров, по сведениям Рашид ад-Дина, называлось джат (чат). По одной из версий, название чат восходит к самодийскому этнониму чогду.

## Этнография
Реликтовый эуштинско-чатский говор томского диалекта сибирско-татарского языка сохранился в употреблении лишь немногих представителей старшего поколения, вытесненный татарским и русским языками. Отмечается близость этого говора к телеутскому языку. Наличие у тубаларов рода (сёока) чагат (тёлёсского происхождения) также говорит в пользу существования ранее тесных связей между чатами и телеутами.
В конце 1620-х годов на территории Томского уезда проживали 400 чатов. Документально зафиксированы процессы их ассимиляции через браки с русскими (крещёных чатов) и волго-уральскими татарами (чатов-мусульман). Численность чатских татар по Всеобщей переписи населения Российской империи — 1200 человек. По оценке 1970 года (в этом исследовании в качестве источников были задействованы данные генеалогий и похозяйственных книг сельсоветов), в чатских деревнях проживало 2096 татар, в том числе 44,8 % коренных сибирских татар, 22,8 % волго-уральских татар, и 32,4 % смешанного происхождения. В ходе переписи 2002 года чатскими татарами назвали себя всего 5 человек, остальные предпочли отнести себя к татарам или русским. Перепись 2010 года не зафиксировала ни одного человека, идентифицирующего себя как «чатский татарин» или «чатская татарка». Таким образом, процесс ассимиляции данной группы, частично русскими, а частично в рамках татарской нации, можно считать завершённым.

## Религия
Традиционные верования чатских татар до знакомства с исламом и христианством классифицируются как шаманизм с элементами анимизма и фетишизма. Шаманы предсказывали будущее, лечили больных и камлали во время жертвоприношений, используя свой основной атрибут — бубен и колотушку в виде лопатки. При камлании шаманы надевали специальную одежду, сшитую из шкур, голову венчали короной. Обряд камлания мог проходить как в доме, так и около костра. Шаманами могли быть и мужчины, и женщины. Верховное божество, правящее миром, обозначалось терминами тангри (тенгре) и кудай (ходай), подземный дух — айна. Религиозный фетишизм выражался в вере в духов-идолов. Идола делали из берёзового дерева и ставили в лесу. Деревянные идолы небольших размеров помещались в дуплах деревьев. Они считались как бы общедеревенскими. Личных, семейных деревянных идолов прибивали и к крышам домов, считая их покровителями живущих в данном доме людей. Помимо деревянных идолов изготавливали кукол (курчак) из тканей и держали их в корзинах под деревом, находящимся около кладбища.
Во многих семьях держали кукол, считавшихся духами-помощниками, хранителями семейного благополучия. Делались такие куклы из разных материалов — дерева, глины, соломы, кожи, но главным образом, из тканей. Лица им рисовали или вырезали на дереве, затем одевали в специально сшитые длинные рубахи. Женские фигуры подвязывали платочками и поясами. Некоторые ставили кукол по несколько штук в доме на окно, другие — в углу на полке, в корзинах, ящиках или специальных маленьких домиках в подполье, а чаще на чердаке.
За куклами ухаживали, кормили и поили, приносили подарки. Обычно уходом за куклами занималась женщина-хозяйка дома.
Среди части татар было распространено почитание священных деревьев, в качестве которых выступали берёзы и лиственницы. В праздники к дереву приносили угощение.
Из других объектов природы в почитании была земля, в честь которой иногда совершали жертвоприношения.
Довольно глубоко в сознании чатских татар сохранялась вера в духов-хозяев различных природных и хозяйственных объектов. Верили в лесного духа урман худжасе (хозяин тайги), который представлялся в образе чёрного всадника на чёрном коне. Некоторые татары называли лесного духа шурале. С этим термином связаны были представления о человеке фантастического облика — с длинными когтями на руках и ногах, с рогами на голове.
Домовой (ий иясе, ийл хужа) в представлениях сибирских татар, был духом-покровителем живущих в доме. Он мог показываться в образе старика, девочки или девушки с жёлтыми (золотыми) волосами, чёрной кошки, коровы или других животных.
Злые духи чаще всего олицетворялись в образе духов-женщин и духов-животных. Злой дух (убыр) мог вселиться и в обыкновенную женщину, а после её смерти выходить из могилы и мешать людям.
Начиная с XVII века чатские татары начинают креститься в православие под влиянием казаков Томского острога. В этот период русские власти не слишком настойчиво содействовали этому процессу. Разрешалось крестить «иноверцев» только по их собственному желанию. В указе 1685 г. местным органам управления предписывалось «добровольно хотящих в православную христианскую веру принимать, и крестить, и… которые крестятся, и к тем держать ласку и привет, и чтоб на них смотря и иные иноземцы православные христианские веры пожелали».
В то же время, часть чатов, под влиянием своих западных соседей барабинцев и кучумовой знати, c начала XVIII века принимала ислам. В XIX веке процесс исламизации стал более интенсивным с прибытием в Сибирь многочисленных переселенцев-мусульман из числа казанских татар и мишарей. Религиозный выбор в значительной степени повлиял на направление ассимиляции: потомки принявших ислам, как правило, смешивались с татарами-мусульманами, а крещёные получали православные имена и фамилии, быстро утрачивали социально-культурные связи с другими татарами и растворялись в русском большинстве.

## История

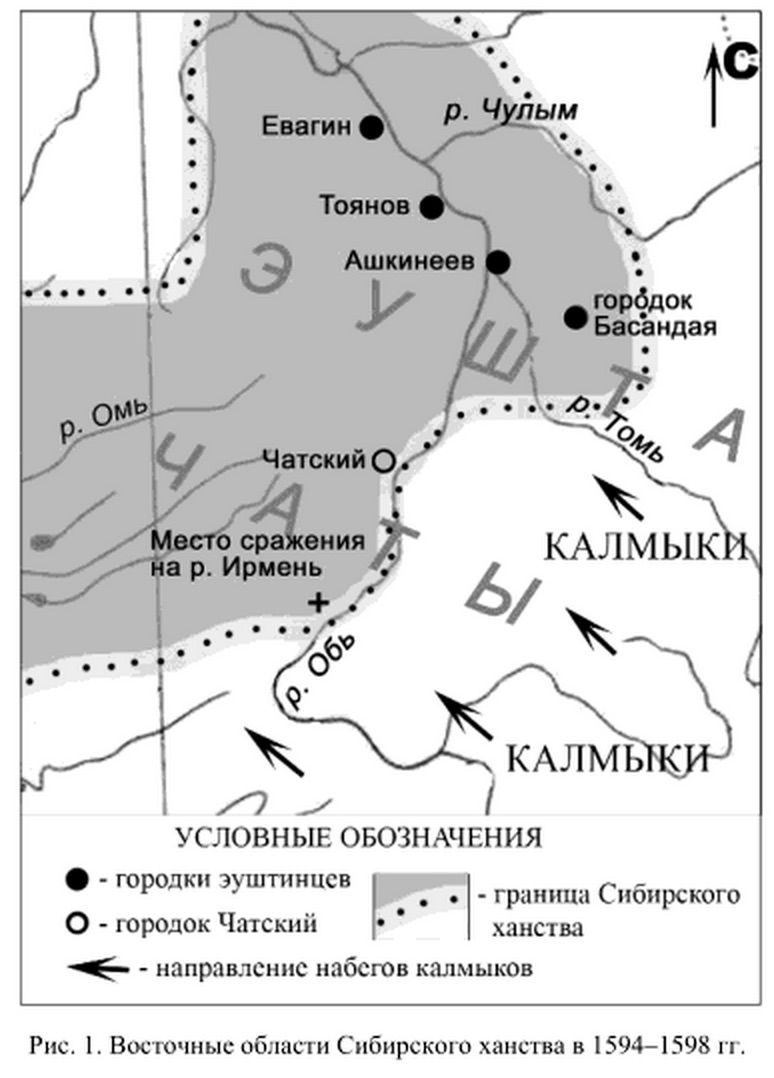
Восточные области Сибирского ханства в 1594—1598 гг.

Во второй половине XVI века чаты вели оседлый образ жизни на берегах Оби, в это время в их хозяйстве происходил переход от мотыжного к пашенному земледелию.
Из данных письменных источников следует, что земли чатов и эуштинцев были территориями, находящимися в определённой зависимости от хана Кучума, а на последнем этапе существования Сибирского ханства (1594—1598 гг.) входили в его состав. Ханство своим авторитетом и, вероятно, реальными боевыми отрядами прикрывало эуштинские и чатские земли от набегов «калмыков» — ойратов и телеутов
В 1598 году у места впадения речки Ирмень в Обь состоялось столкновение русского отряда под командованием воеводы Андрея Воейкова с отрядом хана Кучума, результатом которого стало окончательное падение власти Кучума над сибирским населением. После этого чаты, возглавляемые местной родоплеменной аристократией — мурзами («князцами»), приняли русское подданство и начали платить ясак в Тару, а затем в Томск. Одновременно началась массовая запись чатов и эуштинцев в служилые люди — служилые татары ясака не платили. В 1627 году томские татары и чатские мурзы составляли около трети служилого населения Томска.
В ходе продвижения в южные районы Сибири русские использовали укрепления чатских татар в военных целях. В 1616—1617 годах Чатский городок, осаждённый предводителем телеутов Абаком и тайшой Пегимом, на протяжении трёх недель удалось отстоять благодаря русской военной помощи. Чаты и русские ратники во главе с И. Хлопиным отбили два штурма городка и выдержали длительную его осаду. Спустя несколько лет, в феврале 1624 г., для обороны Чатского городка был послан Семён Щепеткин с отрядом томских служилых людей. Для отражения нападения были усилены укрепления городка и выкопаны рвы.
Впрочем, через несколько лет часть чатов, постепенно расселявшихся вверх по Оби и в междуречье Ини и Берди, приняла активное участие в агрессивных походах Кучумовичей и телеутских князей против русских колонистов и других чатов. Так, в 1630 г. чатский мурза Тарлав, опасаясь возможных репрессий за свои союзнические связи с царевичем Аблайкеримом, «изменил, со всеми своими людьми ис Чат вышел и в Белые колмаки к князцу Абаку». На землях телеутов на Верхней Оби на р. Чингиске чатские татары соорудили «городок», обнесённый земляными валами (ныне село Чингис), который стал временной резиденцией для мурзы Тарлава. Несмотря на попытки русских вернуть чатских татар на прежние места проживания, Тарлав отказался это сделать, мотивируя необходимостью сохранить своих людей и скот от голода. Однако при этом он уверял русские власти, что сохранил верность московскому царю. В апреле 1630 г. объединённое войско телеутов и чатских татар во главе с князем Абаком и мурзой Тарлавом совершило поход по долине Оби под Тоянов городок. Однако, узнав о том, что отряд томских служилых людей занял этот городок, они не решились напасть, а повернули на земли чатских мурз Кызлана и Бурлака, сохранявших верность российским властям. Они «выжгли» Бурлаков городок, сожгли хлеба, часть местных татар «побили» и «поимали», а «ясачную Шагарскую волость повоевали». Томским властям были известны замыслы телеутского князя и чатского мурзы соединиться с Аблайкеримом, с «горными колмаками» и барабинцами и идти «войною на Томский город» и под Кузнецкий острог. Томский воевода князь П. Пронский послал против мятежных чатских татар отряд служилых людей, в составе которого были чатские татары мурзы Бурлака. При переправе через Обь «чацкой мурза Казгула да тулуманский лутчей человек Мурат с воинскими людьми» были разбиты. Из них «в стругах многих побили, а иных потопили». Повстанцев, которые успели бежать в степь, служилые люди догнали и вступили с ними в бой. В этом бою «чацкого мурзу Казгулу да тулуманского лутчего человека Мурата убили и с ними Тарлавковых татар многих побили, и языки поимали и повели в Томский город 9 человек».
Наиболее известными среди чатских мурз были Тарлав, Кызлан и Бурлак.
Миллер в «Истории Сибири» упоминает в качестве «главного поселения чатских татар» так называемый Чатский городок, «на западном берегу Оби, на большой дороге между Томском и Тарой». Мессершмидт в записках о своём путешествии 1721 года по землям барабинских и чатских татар, упоминает также поселение Ор-Карагай на левом берегу Оби примерно в этом же месте, рядом с которым отмечает скопления курганов, остатки защитных валов. Историки и краеведы предполагают, что речь могла идти о поселении на месте современной Юрт-Оры
В начале XVIII века для обороны от набегов телеутов русскими в чатских землях были основаны остроги — Умревинский в 1703 году, Чаусский в 1713, Бердский в 1716.